# Rugby-fauteuil aux Jeux paralympiques
Le rugby-fauteuil aux Jeux paralympiques est une épreuve paralympique ,,, qui est un dérivé du rugby.

## Palmarès
| 1re | 1996 | Atlanta        | États-Unis       | 37 - 30 | Canada     | Nouvelle-Zélande | 46 - 34 | Grande-Bretagne |
| 2e  | 2000 | Sydney         | États-Unis       | 32 - 31 | Australie  | Nouvelle-Zélande | 44 - 32 | Canada          |
| 3e  | 2004 | Athènes        | Nouvelle-Zélande | 31 - 29 | Canada     | États-Unis       | 43 - 39 | Grande-Bretagne |
| 4e  | 2008 | Pékin          | États-Unis       | 53 - 44 | Australie  | Canada           | 47 - 41 | Grande-Bretagne |
| 5e  | 2012 | Londres        | Australie        | 66 - 51 | Canada     | États-Unis       | 43 - 43 | Japon           |
| 6e  | 2016 | Rio de Janeiro | Australie        | 59 - 58 | États-Unis | Japon            | 52 - 50 | Canada          |
| 7e  | 2020 | Tokyo          | Grande-Bretagne  | 54 - 49 | États-Unis | Japon            | 60 - 52 | Australie       |
| 8e  | 2024 | Paris          | Japon            | 48 - 41 | États-Unis | Australie        | 50 - 48 | Grande-Bretagne |

## Tableau des médailles
Les tableaux ci-dessous présentent le bilan, par nations, des médailles obtenues en rugby-fauteuil lors des Jeux paralympiques d'été de 1996 à 2024. Le rang est obtenu par le décompte des médailles d'or, puis en cas d'ex æquo, des médailles d'argent, puis de bronze.
| Rang  | Nation           | Or | Argent | Bronze | Total |
| ----- | ---------------- | -- | ------ | ------ | ----- |
| 1     | États-Unis       | 3  | 3      | 2      | 8     |
| 2     | Australie        | 2  | 2      | 1      | 5     |
| 3     | Nouvelle-Zélande | 1  | 0      | 2      | 3     |
| 4     | Japon            | 1  | 0      | 2      | 3     |
| 5     | Grande-Bretagne  | 1  | 0      | 0      | 1     |
| 6     | Canada           | 0  | 3      | 1      | 4     |
| Total | Total            | 8  | 8      | 8      | 24    |